# Лятно кино (Пловдив)
Лятното кино в Пловдив или Лятно кино „Орфей“ е разположено в подножието на Сахат тепе. То е общинско и е отдадено на концесия.

## История
През лятото на 1958 г. в Пловдив е построено лятно кино в една естествена вдлъбнатина на западната страна на хълма „Васил Коларов“ – така се е наричало официално Сахат тепе. Седалките са разположени амфитеатрално, по релефа на терена, високо една над друга. Два месеца по-късно – на 23 септември, по случай 60 години от рождението на поета Христо Смирненски киното започва да носи неговото име.
След 1989 г. киното престава да функционира. В началото на юни 2001 г. Община Пловдив подписва консеционен договор и след вложени почти половин милион лева, през 2003 г. киното започва да работи под името „Орфей“.
Капацитетът на киното е 1200 души. Киното има три ложи.